# Gilbert Creek
Gilbert Creek è un census-designated place (CDP) degli Stati Uniti d'America, situato nello stato della Virginia Occidentale, nella contea di Mingo.